# Motta San Giovanni

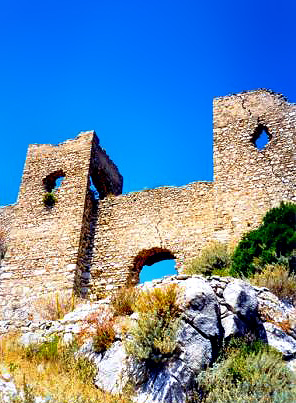
Castello di Sant’Aniceto

Motta San Giovanni ist eine italienische Stadt in der Metropolitanstadt Reggio Calabria in Kalabrien mit 5522 Einwohnern (Stand 31. Dezember 2023).

## Lage und Daten
Motta San Giovanni liegt 25 km südlich von Reggio Calabria. Die Ortsteile sind Allai, Cambareri, Lazzaro und Valanidi. Die Nachbargemeinden sind Montebello Ionico und Reggio Calabria.

## Geschichte
Motta San Giovanni wurde 1412 das erste Mal urkundlich erwähnt. 1811 wurde der Ort eine selbstständige Gemeinde.

## Sehenswürdigkeiten
Auf dem Gebiet des Dorfes befindet sich das Castello di Sant’Aniceto.